# باتريشيا سانتانا
باتريشيا سانتانا (بالإنجليزية: Patricia Santana)‏ هي كاتِبة أمريكية، ولدت في 1955.